# Serghiești
Serghiești, menționat în unele surse ca Sergheevca sau Sergheevka, (în ucraineană Сергіївка, transliterat: Serhiivka, în rusă Сергеевка, transliterat: Sergheevka) este un orășel (localitate de tip urban) din raionul Cetatea Albă al regiunii Odesa, în sud-vestul Ucrainei. Denumirea mai veche a acestei localități era Șabolat sau Șabolat-Sergheevca, Șabolat-Serghiești. Se află pe malul limanului Budachi (Șabolat), la 25 km sud de gara feroviară Cetatea Albă (Belgorod-Dniestrovski). În 2019 avea o populație de 5343 locuitori. Întemeiat în 1921, localitate de tip urban din 1975. Serghiești este o stațiune de litoral climaterică și fangoterapică (de tratament cu nămoluri naturale), fondată în 1921.  În localitate sunt 6 sanatorii, centrul de reabilitare pentru copii „Sergheevca” (deținut de Republica Moldova); 2 case de odihnă, 8 pensiuni, un centru de sănătate, mai multe baze de odihnă, complexul turistico-hotelier „Sud” («Iujnîi»), biroul de turism și excursii. La 1 iulie 2022, un bloc de apartamente cu mai multe etaje și centrul de reabilitare pentru copii de la Serghiești (deținut de Republica Moldova) au fost lovite de rachetele de croazieră Kh-22 rusești, acest atac a fost soldat cu cel puțin 21 de morți, printre aceștia, și doi copii; un angajat al Centrului de reabilitare pentru copii al Ministerului Sănătății din Republica Moldova a murit, iar alți 5 angajați au fost răniți.

## Demografie
Componența lingvistică a așezării de tip urban Serghiești
     Rusă (48,8%)
     Ucraineană (42,1%)
     Română (7,2%)
     Alte limbi (1,15%)
Conform recensământului din 2001, nu exista o limbă vorbită de majoritatea populației, aceasta fiind compusă din vorbitori de rusă (48,8%), ucraineană (42,1%) și română (7,2%).

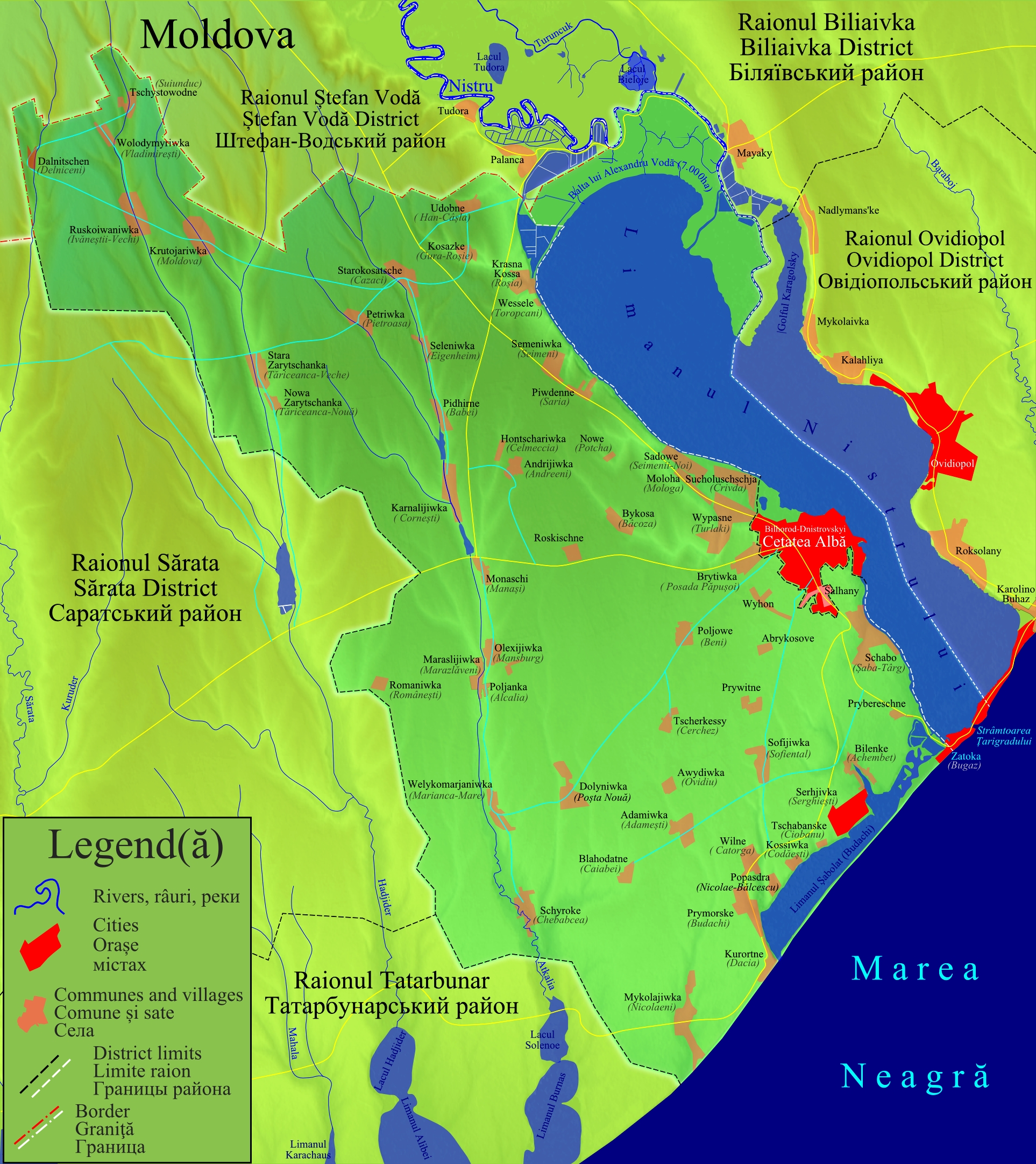
Raionul Cetatea Alba

## Clima
Suprafața localității este plană, brăzdată de vâlcelele. Iarna în localitate este blândă, cu un strat de zăpadă instabil. Vara este caldă și uscată. Temperatura medie în ianuarie este de -2,0°, în iulie +22,1°. Nivelul precipitațiilor medii anuale este de 387 mm, în principal în mai și noiembrie. Numărul orelor însorite este de aproximativ 2200 pe an. Umiditatea aerului este de 76%, minimală (55%) în iulie.

## Factori balneoclimaterici curativi
Principalii factori balneoclimaterici curativi sunt clima și nămolurile naturale sulfuroase din limanul Budachi, băile cu sulfuri artificiale, cu radon și alte băi. Indicațiile balneoclimatoterapiei sunt afectiunile aparatului locomotor, organelor respiratorii de natura netuberculoasa, sistemului nervos, afectiunile ginecologice, tuberculoza osteoarticulară.